# Strada statale 12 dir dell'Abetone e del Brennero
La strada statale 12 dir dell'Abetone e del Brennero (SS 12 dir) è una strada statale italiana.
Essa collega Pievepelago a Lama Mocogno, sostituendo il tortuoso tracciato originario della SS 12.

## Storia
Inizialmente era classificata come SS 12 dir solo la circonvallazione di Pievepelago, aperta al traffico l'11 marzo 2006. In seguito fu prolungata fino a Lama Mocogno, inglobando anche un tratto della strada provinciale 324.

## Percorso
La strada statale 12 dir ha origine dalla SS 12 presso il chilometro 99+000; prosegue verso nord toccando Riolunato e si riallaccia alla SS 12 a Lama Mocogno, alla fine della SP42, percorso alternativo alla SS12dir precedentemente SS12.
La strada, che funge da circonvallazione di Pievepelago, ha una lunghezza di 19,875 km ed è interamente gestita dal Compartimento di Bologna.